# ألكسندر ألكسيفيتش بوروفكوف
ألكسندر ألكسيفيتش بوروفكوف (بالروسية: Александр Алексеевич Боровков) هو رياضياتي روسي من مواليد 6 مارس 1931 بموسكو.

## مسيرته
حصل بوروفكوف على شهادة الدكتوراة في عام 1959 تحت إشراف أندريه كولموغوروف في جامعة موسكو الحكومية، ودرجة الدكتوراه العليا في عام 1963. وهو أكاديمي في معهد سوبوليف للرياضيات في فرع سيبيريا من الأكاديمية الروسية للعلوم، وأستاذ في جامعة نوفوسيبيرسك الحكومية.
وتتناول أبحاثه نظرية الاحتمالات، والإحصاءات الرياضية، والعمليات العشوائية.
انتخب في عام 1966 عضوا مناظرا وفي عام 1990 عضوا كامل العضوية في الأكاديمية الروسية للعلوم. في عام 1979 حصل على جائزة الدولة السوفيتية.

## روابط خارجية
- mathnet.ru